# Фертешолмаш
Фертешолмаш (угор. Fertősalmás) — село в Пийтерфолвівській сільській громаді Берегівського району Закарпатської області України.

## Назва
На деяких картографічних ресурсах помилково позначене як Фетершолмаш. Колишні назви населеного пункту — Фертешове, Заболоття. Українська та угорська назви села несуть у собі подібне змістове навантаження, оскільки перша частина угорського варіанту назви «fertős» відсилає до слова «болото» — болотистої родючої околиці села. «Alma» угорською означає «яблуко» і його наявність у другій частині назви поселення традиційно виводять з того, що місцеві жителі вирощували багато цієї садової культури.

## Історія
Заболоття історично входило до Угорчанської жупи із центром у Виноградові.
Перша згадка назви Олмош (Almas) зафіксована у 1319 р. Як Фертешолмаш відоме з XVIII ст.
Власниками села були родини Сомодь, Теґзе, Тобак і Тьорьок.
Згідно переказів, село існувало ще за часів Арпадовичів. З назвою Олмаш зустрічаємося в 1319 році, коли сини Міко - Пийтер і Фертеш дістали у володіння це село. Друга частина назви, «Фертеш», з'явилася лише в ХУІІ-ХУІІІ століттях. Частина дослідників намагається пояснити її походження тим, що на околицях села багато мочарів, боліт. Але це не відповідає дійсності, швидше його оточують ліси. Але цю версію взяли до уваги і в 1946 році, коли село назвали по українськи – Заболоття, тобто розташоване за болотами. Селу повернули колишню назву в 1995 році.
У першій половині ХУ століття в селі утворюється дворянське помістя. В 1717 році село дуже потерпіло від татарського розбою. Так, тут в полон потрапило 106 немешів та 38 простолюдинів. Повернулося додому лише 69 шляхтичів та 5 селян.

В 1921 році чехословаки обміняли свої села Бочков, Комловш, Сухий Потік, Велика Трнава з румунами на Фертешолмаш, разом з Оклі і Великою Паладдю. При подальшому міждержавному врегулюванні кордонів до села була приєднана земельна ділянка, що раніше належала румунському селу Порумбешті, а частина території, що раніше належала Фертешолмашу, відійшла Угорщині і Румунії в 1923 і 1925 роках. Так було кінцево встановлено межі села. До села належали хутори: Леврінца, Табака, Загоня.
На південний схід від сьогоднішньої церкви, у так званому Голбоші, на початку ХУІІІ століття була побудована дерев’яна церква. В середині ХУІІІ століття церква згоріла. Наріжний камінь нової церкви закладено в 1803 році. Церкву побудували із цегли і каменю, дах покрили дерев’яною дранкою. Закінчили спорудження в 1812 році в класичному стилі. Вежу добудували в 1868 році. Дах будівлі церкви перекрили в 1843, а шпиль - в 1868 році бляхою. На початку 1900-х років за церквою побудували приміщення парафії, потім двокласну школу з житлом для дяка-учителя. В 1965 році реформатська громада огородила кладовище. Останній капітальний ремонт храму проведено в 1983 році.
складнішою є історія греко-католицької громади села. Спочатку вона була філіалом Ковкийнєшда, що тепер належить Румунії. В селі була дзвіниця, під дахом якої проводили богослужіння. З 1949 по 2006 рік дзвіницею користувалися православні. Цього року вірники повернулися до греко-католицької церкви. У власності общини є дзвінниця і каплиця, яку освячено на честь святих Петра і Павла.
В 1945 році парафію від вірян забрали і використовували для різних цілей, а в 1992 році в надзвичайно поганому стані повернули громаді. В 1993 році фару розібрали і на цьому місці побудували нову двоповерхову. На церковній вежі є два дзвони. В роки Першої світової війни дзвони забрали для виливки гармат. В 20-х роках ХХ століття був виготовлений малий дзвін, потім Шомоді Дюла, місцевий землевласник, профінансував лиття великого дзвону.

## Населення
Згідно з переписом 1910 р. у селі проживали 827 осіб, з яких 611 були реформатами, 92 — греко-католиками, 62 — юдеями.
Згідно з переписом УРСР 1989 року чисельність наявного населення села становила 1080 осіб, з яких 509 чоловіків та 571 жінка.
За переписом населення України 2001 року в селі мешкало 1027 осіб.

### Мова
Розподіл населення за рідною мовою за даними перепису 2001 року:
| Мова       | Відсоток |
| ---------- | -------- |
| угорська   | 96,73 %  |
| українська | 2,90 %   |
| російська  | 0,28 %   |

## Релігія
Реформатська церква збудована у 1812 р. у неокласичному стилі. У 1868 р. добудували вежу цього храму.[джерело?]

## Туристичні місця
- храм 1803 рік
- Фертешолмаш є найпівденнішим селом Виноградівського району Закарпатської області.
- Південною околицею цього села, а також сусіднього села Велика Паладь протікає річка Туриця, яку на картах часто позначують за її угорською назвою Егер-Тур (Eger Tur). Утім, як засвідчував о. Анатолій Кралицький у середині ХІХ ст., назва річки — саме Туриця.[1] У наші дні Турицею проходить українсько-румунський та українсько-угорський кордон.